# Список эпизодов телесериала «Грань»
Список серий американского фантастическо-драматического телесериала «Грань», транслируемого на телеканале Fox с 9 сентября 2008 года по 18 января 2013 года.
В сериале рассказывается о специальном агенте ФБР Оливии Данэм, безумном учёном Уолтере Бишопе и его сыне Питере, которые исследуют аспекты науки «за гранью», такие как телепатия, левитация, невидимость, реинкарнация, генетическая мутация и так далее. Происходит ряд загадочных событий, называемых «Образцом».
В «Образец» входят такие явления, как ускоренное старение (новорождённый ребёнок за считанные минуты взрослеет и умирает), необъяснимые явления (автобус наполняется странным веществом, которое мгновенно затвердевает, а пассажиры становятся как москиты в янтаре) и многие другие аномалии.
Это выглядит так, как будто кто-то экспериментирует над целым миром, а Оливия, Питер и Уолтер берутся за расследование этих странных событий, чтобы определить их источник. Они обнаруживают связь «Образца» с корпорацией под названием «Мэссив Дайнемик», которая является ведущей глобальной исследовательской компанией, с множеством патентов на новые и важные технологии.
По мере расследования аномальных явлений, они узнают, что существует параллельная Вселенная, где есть другая Оливия Данэм и другой Уолтер Бишоп. Уолтер из нашей Вселенной нарушил баланс между Мирами, забрав из параллельной Вселенной смертельно больного Питера. Как следствие этого и появился «Образец». Но как выяснилось позже, все это лишь огромный план, который долгое время воплощался «Наблюдателями».

## Обзор сезонов
| Сезон | Сезон | Эпизоды | Оригинальная дата выхода | Оригинальная дата выхода |
| Сезон | Сезон | Эпизоды | Премьера сезона          | Финал сезона             |
| ----- | ----- | ------- | ------------------------ | ------------------------ |
|       | 1     | 20      | 9 сентября 2008          | 12 мая 2009              |
|       | 2     | 23      | 17 сентября 2009         | 20 мая 2010              |
|       | 3     | 22      | 23 сентября 2010         | 6 мая 2011               |
|       | 4     | 22      | 23 сентября 2011         | 11 мая 2012              |
|       | 5     | 13      | 28 сентября 2012         | 18 января 2013           |

## Эпизоды

### Сезон 1 (2008-09)
| № общий | № в сезоне | Название                                                               | Режиссёр             | Автор сценария                                                                    | Дата премьеры    | Произв. код | Зрители в США (млн) |
| ------- | ---------- | ---------------------------------------------------------------------- | -------------------- | --------------------------------------------------------------------------------- | ---------------- | ----------- | ------------------- |
| 1       | 1          | «Pilot» «Пилотная серия»                                               | Алекс Грейвз         | Дж. Дж. Абрамс, Алекс Куртцман и Роберто Орси                                     | 9 сентября 2008  | 276038      | 9,13                |
| 2       | 2          | «The Same Old Story» «История повторяется»                             | Пол Эдвардс          | Джефф Пинкнер, Дж. Дж. Абрамс, Алекс Куртцман и Роберто Орси                      | 16 сентября 2008 | 3T7651      | 13,27               |
| 3       | 3          | «The Ghost Network» «Призрачная сеть»                                  | Фредерик И. О. Туа   | Дэвид Х. Гудман и Дж. Р. Орси                                                     | 23 сентября 2008 | 3T7652      | 9,42                |
| 4       | 4          | «The Arrival» «Прибытие»                                               | Пол Эдвардс          | Дж. Дж. Абрамс и Джефф Пинкнер                                                    | 30 сентября 2008 | 3T7653      | 9,91                |
| 5       | 5          | «Power Hungry» «Подзарядка»                                            | Кристофер Мисиано    | Джейсон Кэхилл и Джулия Чо                                                        | 14 октября 2008  | 3T7654      | 9,16                |
| 6       | 6          | «The Cure» «Исцеление»                                                 | Билл Иглз            | Фелисия Д. Хэндерсон и Брэд Калеб Кейн                                            | 21 октября 2008  | 3T7655      | 8,91                |
| 7       | 7          | «In Which We Meet Mr. Jones» «Как мы познакомились с мистером Джонсом» | Брэд Андерсон        | Дж. Дж. Абрамс и Джефф Пинкнер                                                    | 11 ноября 2008   | 3T7656      | 8,61                |
| 8       | 8          | «The Equation» «Уравнение»                                             | Гвинет Хордер-Пейтон | Дж. Р. Орси и Дэвид Х. Гудман                                                     | 18 ноября 2008   | 3T7657      | 9,18                |
| 9       | 9          | «The Dreamscape» «В глубинах сознания»                                 | Фредерик И. О. Туа   | Зак Уидон и Джулиа Чо                                                             | 25 ноября 2008   | 3T7658      | 7,70                |
| 10      | 10         | «Safe» «Безопасность»                                                  | Майкл Зинберг        | Дэвид Х. Гудман и Джейсон Кэхилл                                                  | 2 декабря 2008   | 3T7659      | 8,54                |
| 11      | 11         | «Bound» «Рубеж»                                                        | Фредерик И. О. Туа   | Дж. Дж. Абрамс, Джефф Пинкнер, Алекс Куртцман и Роберто Орси                      | 20 января 2009   | 3T7660      | 11,96               |
| 12      | 12         | «The No-Brainer» «Вынос мозга»                                         | Джон Полсон          | Дэвид Гудман и Брэд Калеб Кейн                                                    | 27 января 2009   | 3T7661      | 11,62               |
| 13      | 13         | «The Transformation» «Превращение»                                     | Брэд Андерсон        | Зак Уидон и Дж. Р. Орси                                                           | 3 февраля 2009   | 3T7662      | 12,78               |
| 14      | 14         | «Ability» «Способность»                                                | Норберто Барба       | История: Глен Уитмен и Роберт Чьяпетта Телесценарий: Дэвид Х. Гудман              | 10 февраля 2009  | 3T7663      | 9,83                |
| 15      | 15         | «Inner Child» «Связущий ребенок»                                       | Фредерик И. О. Туа   | Брэд Калеб Кейн и Джулиа Чо                                                       | 7 апреля 2009    | 3T7664      | 9,88                |
| 16      | 16         | «Unleashed» «На волю»                                                  | Брэд Андерсон        | Зак Уидон и Дж. Р. Орси                                                           | 14 апреля 2009   | 3T7665      | 10,15               |
| 17      | 17         | «Bad Dreams» «Кошмары»                                                 | Акива Голдсман       | Акива Голдсман                                                                    | 21 апреля 2009   | 3T7666      | 9,89                |
| 18      | 18         | «Midnight» «Полночь»                                                   | Бобби Рот            | Дж. Х. Уаймен и Эндрю Крайсберг                                                   | 28 апреля 2009   | 3T7667      | 9,62                |
| 19      | 19         | «The Road Not Taken» «Неизбранный путь»                                | Фредерик И. О. Туа   | История: Акива Голдсман Телесценарий: Джефф Пинкнер и Дж. Р. Орси                 | 5 мая 2009       | 3T7668      | 9,25                |
| 20      | 20         | «There's More Than One of Everything» «Нет ничего уникального»         | Брэд Андерсон        | История: Акива Голдсман и Брайан Бёрк Телесценарий: Джефф Пинкнер и Дж. Х. Уаймен | 12 мая 2009      | 3T7669      | 9,28                |

### Сезон 2 (2009-10)
| № общий | № в сезоне | Название                                                                         | Режиссёр           | Автор сценария | Дата премьеры           | Произв. код   | Зрители в США (млн) |
| ------- | ---------- | -------------------------------------------------------------------------------- | ------------------ | --- | ----------------------- | ------------- | ------------------- |
| 21      | 1          | «A New Day in the Old Town» «Новый день в старом городе»                         | Акива Голдсман     | Дж. Дж. Абрамс и Акива Голдсман                                                                                              | 17 сентября 2009        | 3X5101        | 7,82                |
| 22      | 2          | «Night of Desirable Objects» «Ночь вожделенных предметов»                        | Брэд Андерсон      | Джефф Пинкнер и Дж. Х. Уаймен                                                                                                | 24 сентября 2009        | 3X5102        | 5,73                |
| 23      | 3          | «Fracture» «Раскол»                                                              | Брайан Списер      | Дэвид Уилкокс | 1 октября 2009          | 3X5103        | 6,03                |
| 24      | 4          | «Momentum Deferred» «Замедленный импульс»                                        | Джо Шаппелл        | Зак Стенц и Эшли Эдвард Миллер                                                                                               | 8 октября 2009          | 3X5104        | 5,83                |
| 25      | 5          | «Dream Logic» «Наука сна»                                                        | Пол Эдвардс        | Джош Сингер | 15 октября 2009         | 3X5105        | 5,78                |
| 26      | 6          | «Earthling» «Землянин»                                                           | Джон Кассар        | Дж. Х. Уаймен и Джефф Влэминг                                                                                                | 5 ноября 2009           | 3X5106        | 4,86                |
| 27      | 7          | «Of Human Action» «Человеческий фактор»                                          | Джо Шаппелл        | Роберт Чиапетта и Глен Уитмэн                                                                                                | 12 ноября 2009          | 3X5107        | 5,91                |
| 28      | 8          | «August» «Август»                                                                | Деннис Смит        | Дж. Х. Уаймен и Джефф Пинкнер                                                                                                | 19 ноября 2009          | 3X5108        | 5,90                |
| 29      | 9          | «Snakehead» «Змееголов»                                                          | Пол Нолан          | Дэвид Уилкокс | 3 декабря 2009          | 3X5109        | 6,94                |
| 30      | 10         | «Grey Matters» «Серое вещество»                                                  | Жанно Шварц        | Эшли Эдвард Миллер и Зак Стенц                                                                                               | 10 декабря 2009         | 3X5110        | 6,32                |
| 31 (21) | 11         | «Unearthed» «Воскрешение»                                                        | Фредерик И. О. Туа | Дэвид Х. Гудман и Эндрю Крайсберг                                                                                            | 11 января 2010          | 3T7670        | 7,72                |
| 32      | 12         | «Johari Window» «Окно Джохари»                                                   | Джо Шаппелл        | Джош Сингер | 14 января 2010          | 3X5111        | 6,60                |
| 33      | 13         | «What Lies Below» «В недрах земли»                                               | Деран Сарафян      | Джефф Вламинг | 21 января 2010          | 3X5112        | 6,90                |
| 34      | 14         | «The Bishop Revival» «Наследие Бишопа»                                           | Адам Дэвидсон      | Глен Уитман и Роберт Чиапетта                                                                                                | 28 января 2010          | 3X5113        | 8,90                |
| 35      | 15         | «Jacksonville» «Джексонвилль»                                                    | Чарльз Бисон       | Эшли Эдвард Миллер и Зак Стенц                                                                                               | 4 февраля 2010          | 3X5114        | 7,40                |
| 36      | 16         | «Peter» «Питер»                                                                  | Дэвид Стрейтон     | История: Джефф Пинкнер, Дж. Х. Уаймен, Акива Голдсман и Джош Сингер Телесценарий: Джефф Пинкнер, Дж. Х. Уаймен и Джош Сингер | 1 апреля 2010           | 3X5115        | 5,97                |
| 37      | 17         | «Olivia. In the Lab. With the Revolver.» «Оливия. В лаборатории. С револьвером.» | Брэд Андерсон      | Мэттью Питтс | 8 апреля 2010           | 3X5116        | 6,33                |
| 38      | 18         | «White Tulip» «Белый тюльпан»                                                    | Томас Ятско        | Дж. Х. Уаймен и Джефф Вламинг                                                                                                | 15 апреля 2010          | 3X5117        | 6,62                |
| 39      | 19         | «The Man from the Other Side» «Человек с той стороны»                            | Джеффри Хант       | Джош Сингер и Итон Гросс | 22 апреля 2010          | 3X5118        | 5,84                |
| 40      | 20         | «Brown Betty» «Каштанка Бетти»                                                   | Сет Манн           | Акива Голдсман, Дж. Х. Уаймен и Джефф Пинкнер                                                                                | 29 апреля 2010          | 3X5119        | 5,55                |
| 41      | 21         | «Northwest Passage» «Дорога на Северо-Запад»                                     | Джо Шаппелл        | Эшли Эдвард Миллер, Зак Стенц, Нора Цукерман и Лила Цукерман                                                                 | 6 мая 2010              | 3X5120        | 5,82                |
| 4243    | 2223       | «Over There» «На той стороне»                                                    | Акива Голдсман     | Акива Голдсман, Дж. Х. Уаймен и Джефф Пинкнер                                                                                | 13 мая 2010 20 мая 2010 | 3X5121 3X5122 | 6,00 5,68           |

### Сезон 3 (2010-11)
| № общий | № в сезоне | Название                                                                       | Режиссёр           | Автор сценария                                                                                     | Дата премьеры    | Произв. код | Зрители в США (млн) |
| ------- | ---------- | ------------------------------------------------------------------------------ | ------------------ | -------------------------------------------------------------------------------------------------- | ---------------- | ----------- | ------------------- |
| 44      | 1          | «Olivia» «Оливия»                                                              | Джо Шаппелл        | Дж. Х. Уаймен и Джефф Пинкнер                                                                      | 23 сентября 2010 | 3X6101      | 5,83                |
| 45      | 2          | «The Box» «Шкатулка»                                                           | Джеффри Хант       | Джош Сингер и Грэм Роланд                                                                          | 30 сентября 2010 | 3X6102      | 5,24                |
| 46      | 3          | «The Plateau» «Плато»                                                          | Брэд Андерсон      | Эллисон Шапкер и Моника Овусу-Брин                                                                 | 7 октября 2010   | 3X6103      | 5,19                |
| 47      | 4          | «Do Shapeshifters Dream of Electric Sheep?» «Снятся ли оборотням электроовцы?» | Кеннет Финк        | Дэвид Уилкокс и Мэттью Питтс                                                                       | 14 октября 2010  | 3X6104      | 5,22                |
| 48      | 5          | «Amber 31422» «Янтарь 31422»                                                   | Дэвид Стрейтон     | Джош Сингер и Итон Гросс                                                                           | 4 ноября 2010    | 3X6105      | 4,80                |
| 49      | 6          | «6955 kHz» «6955 кГц»                                                          | Джо Шаппелл        | Роберт Чиапетта и Глен Уитман                                                                      | 11 ноября 2010   | 3X6106      | 4,82                |
| 50      | 7          | «The Abducted» «Похищенные»                                                    | Чак Рассел         | Дэвид Уилкокс и Грэм Роланд                                                                        | 18 ноября 2010   | 3X6107      | 4,85                |
| 51      | 8          | «Entrada» «Переход»                                                            | Брэд Андерсон      | Джефф Пинкнер и Дж. Х. Уаймен                                                                      | 2 декабря 2010   | 3X6108      | 5,13                |
| 52      | 9          | «Marionette» «Марионетка»                                                      | Джо Шаппелл        | Моника Овусу-Брин и Эллисон Шапкер                                                                 | 9 декабря 2010   | 3X6109      | 4,74                |
| 53      | 10         | «The Firefly» «Светлячок»                                                      | Чарльз Бисон       | Дж. Х. Уаймен и Джефф Пинкнер                                                                      | 21 января 2011   | 3X6110      | 4,87                |
| 54      | 11         | «Reciprocity» «Взаимодействие»                                                 | Жанно Шварц        | Джош Сингер                                                                                        | 28 января 2011   | 3X6111      | 4,53                |
| 55      | 12         | «Concentrate and Ask Again» «Сосредоточься и переспроси»                       | Деннис Смит        | Грэм Роланд и Мэттью Питтс                                                                         | 4 февраля 2011   | 3X6112      | 4,26                |
| 56      | 13         | «Immortality» «Бессмертие»                                                     | Брэд Андерсон      | Дэвид Уилкокс и Итон Гросс                                                                         | 11 февраля 2011  | 3X6113      | 3,74                |
| 57      | 14         | «6B» «6Б»                                                                      | Томас Ятско        | Глен Уитман и Роберт Чиапетта                                                                      | 18 февраля 2011  | 3X6114      | 4,02                |
| 58      | 15         | «Subject 13» «Объект 13»                                                       | Фредерик И. О. Туа | Джефф Пинкнер, Дж. Х. Уаймен и Акива Голдсман                                                      | 25 февраля 2011  | 3X6115      | 4,02                |
| 59      | 16         | «Os» «Осмий»                                                                   | Брэд Андерсон      | Джош Сингер и Грэм Роланд                                                                          | 11 марта 2011    | 3X6116      | 3,64                |
| 60      | 17         | «Stowaway» «Безбилетник»                                                       | Чарльз Бисон       | История: Акива Голдсман, Дж. Х. Уаймен и Джефф Пинкнер Телесценарий: Даниэль Диспалтро             | 18 марта 2011    | 3X6117      | 3,80                |
| 61      | 18         | «Bloodline» «Родословная»                                                      | Дэннис Смит        | Эллисон Шапкер и Моника Овусу-Брин                                                                 | 25 марта 2011    | 3X6118      | 3,84                |
| 62      | 19         | «Lysergic Acid Diethylamide» «Диэтиламид D-лизергиновой кислоты»               | Джо Шаппелл        | История: Акива Голдсман, Дж. Х. Уаймен и Джефф Пинкнер Телесценарий: Дж. Х. Уаймен и Джефф Пинкнер | 25 апреля 2011   | 3X6119      | 3,65                |
| 63      | 20         | «6:02 AM EST» «6:02 утра по восточному времени»                                | Жанно Шварц        | Дэвид Уилкокс, Джош Сингер и Грэм Роланд                                                           | 22 апреля 2011   | 3X6120      | 3,33                |
| 64      | 21         | «The Last Sam Weiss» «Последний Сэм Вайс»                                      | Томас Ятско        | Моника Овусу-Брин и Эллисон Шапкер                                                                 | 29 апреля 2011   | 3X6121      | 3,52                |
| 65      | 22         | «The Day We Died» «День нашей смерти»                                          | Джо Шаппелл        | История: Акива Голдсман, Дж. Х. Уаймен и Джефф Пинкнер Телесценарий: Дж. Х. Уаймен и Джефф Пинкнер | 6 мая 2011       | 3X6122      | 3,29                |

### Сезон 4 (2011-12)
| № общий | № в сезоне | Название                                                         | Режиссёр           | Автор сценария                                                                                     | Дата премьеры          | Произв. код   | Зрители в США (млн) |
| ------- | ---------- | ---------------------------------------------------------------- | ------------------ | -------------------------------------------------------------------------------------------------- | ---------------------- | ------------- | ------------------- |
| 66      | 1          | «Neither Here Nor There» «Ни тут, ни там»                        | Джо Шаппелл        | История: Акива Голдсман, Дж. Х. Уаймен и Джефф Пинкнер Телесценарий: Дж. Х. Уаймен и Джефф Пинкнер | 23 сентября 2011       | 3X7001        | 3,48                |
| 67      | 2          | «One Night in October» «Ночь в Октябре»                          | Брэд Андерсон      | Эллисон Шапкер и Моника Овусу-Брин                                                                 | 30 сентября 2011       | 3X7002        | 3,05                |
| 68      | 3          | «Alone in the World» «Один во всем мире»                         | Мигель Сапочник    | Дэвид Фьюри                                                                                        | 7 октября 2011         | 3X7003        | 3,18                |
| 69      | 4          | «Subject 9» «Объект 9»                                           | Джо Шаппелл        | Джефф Пинкнер, Дж. Х. Уаймен и Акива Голдсман                                                      | 14 октября 2011        | 3X7004        | 3,16                |
| 70      | 5          | «Novation» «Новация»                                             | Пол Холахан        | Дж. Р. Орси и Грэм Роланд                                                                          | 4 ноября 2011          | 3X7005        | 3,21                |
| 71      | 6          | «And Those We've Left Behind» «Те, кого мы оставили позади»      | Брэд Андерсон      | Роберт Чиапетта и Глен Уитман                                                                      | 11 ноября 2011         | 3X7006        | 3,07                |
| 72      | 7          | «Wallflower» «Одиночка»                                          | Энтони Хэмингуэй   | Мэтт Питтс и Джастин Дабл                                                                          | 18 ноября 2011         | 3X7007        | 2,88                |
| 73      | 8          | «Back to Where You've Never Been» «Туда, где вы никогда не были» | Жанно Шварц        | Дэвид Фьюри и Грэм Роланд                                                                          | 13 января 2012         | 3X7008        | 2,87                |
| 74      | 9          | «Enemy of My Enemy» «Враг моего врага»                           | Джо Шаппелл        | Моника Овусу-Брин и Эллисон Шапкер                                                                 | 20 января 2012         | 3X7009        | 3,19                |
| 75      | 10         | «Forced Perspective» «Вынужденная перспектива»                   | Дэвид Соломон      | Итан Гросс                                                                                         | 27 января 2012         | 3X7010        | 3,33                |
| 76      | 11         | «Making Angels» «Сотворяя ангелов»                               | Чарльз Бисон       | Акива Голдсман, Дж. Х. Уаймен и Джефф Пинкнер                                                      | 3 февраля 2012         | 3X7011        | 3,20                |
| 77      | 12         | «Welcome to Westfield» «Добро пожаловать в Вестфилд»             | Дэвид Стрейтон     | Дж. Р. Орси и Грэм Роланд                                                                          | 10 февраля 2012        | 3X7012        | 3,05                |
| 78      | 13         | «A Better Human Being» «Лучше, чем человек»                      | Джо Шаппелл        | История: Глен Уитман и Роберт Чиаппетта Телесценарий: Элисон Шапкер и Моника Овусу-Брин            | 17 февраля 2012        | 3X7013        | 3,00                |
| 79      | 14         | «The End of All Things» «Конец всего»                            | Джефф Хант         | Дэвид Фьюри                                                                                        | 24 февраля 2012        | 3X7014        | 3,08                |
| 80      | 15         | «A Short Story About Love» «История о любви»                     | Дж. Х. Уаймен      | Дж. Х. Уаймен и Грэм Роланд                                                                        | 23 марта 2012          | 3X7015        | 2,88                |
| 81      | 16         | «Nothing As It Seems» «Все не такое, как кажется»                | Фредерик И. О. Туа | Джефф Пинкнер и Акива Голдсман                                                                     | 30 марта 2012          | 3X7016        | 3,08                |
| 82      | 17         | «Everything in Its Right Place» «Все на своих местах»            | Дэвид Мокснесс     | История: Дж. Р. Орси и Мэттью Питтс Телесценарий: Дэвид Фьюри и Дж. Р. Орси                        | 6 апреля 2012          | 3X7017        | 3,01                |
| 83      | 18         | «The Consultant» «Консультант»                                   | Жанно Шварц        | Кристин Лаваф                                                                                      | 13 апреля 2012         | 3X7018        | 2,84                |
| 84      | 19         | «Letters of Transit» «Документы на транзит»                      | Джо Шаппелл        | Акива Голдсман, Дж. Х. Уаймен и Джефф Пинкнер                                                      | 20 апреля 2012         | 3X7019        | 3,03                |
| 85      | 20         | «Worlds Apart» «Разделенные мирами»                              | Чарльз Бисон       | История: Грэм Роланд Телесценарий: Мэттью Питтс и Николь Филлипс                                   | 27 апреля 2012         | 3X7020        | 3,09                |
| 8687    | 2122       | «Brave New World» «Дивный новый мир»                             | Джо Шаппелл        | Дж. Х. Уаймен, Джефф Пинкнер и Акива Голдсман                                                      | 4 мая 2012 11 мая 2012 | 3X7021 3X7022 | 2,73 3,11           |

### Сезон 5 (2012-13)
| № общий | № в сезоне | Название                                                                                        | Режиссёр                      | Автор сценария              | Дата премьеры    | Произв. код | Зрители в США (млн) |
| ------- | ---------- | ----------------------------------------------------------------------------------------------- | ----------------------------- | --------------------------- | ---------------- | ----------- | ------------------- |
| 88      | 1          | «Transilience Thought Unifier Model-11» «Разделитель мыслей Модель №11»                         | Жанно Шварц и Мигель Сапочник | Дж. Х. Уаймен               | 28 сентября 2012 | 3X8001      | 3,12                |
| 89      | 2          | «In Absentia» «В отсутствие»                                                                    | Жанно Шварц                   | Дж. Х. Уаймен и Дэвид Фьюри | 5 октября 2012   | 3X7502      | 2,98                |
| 90      | 3          | «The Recordist» «Тот, кто записывает историю»                                                   | Джефф Т. Томас                | Грэм Роланд                 | 12 октября 2012  | 3X7503      | 2,64                |
| 91      | 4          | «The Bullet that Saved the World» «Пуля, спасшая мир»                                           | Дэвид Стрейтон                | Элисон Шапкер               | 26 октября 2012  | 3X7504      | 2,55                |
| 92      | 5          | «An Origin Story» «Настоящая история»                                                           | П. Дж. Пеши                   | Дж. Х. Уаймен               | 2 ноября 2012    | 3X7505      | 2,58                |
| 93      | 6          | «Through the Looking Glass and What Walter Found There» «Что нашёл Уолтер по пути в Зазеркалье» | Джон Кассар                   | Дэвид Фьюри                 | 9 ноября 2012    | 3X7506      | 2,47                |
| 94      | 7          | «Five-Twenty-Ten» «Пять-двадцать-десять»                                                        | Эгиль Эгилссон                | Грэм Роланд                 | 16 ноября 2012   | 3X7507      | 2,70                |
| 95      | 8          | «The Human Kind» «Человеческий род»                                                             | Деннис Смит                   | Элисон Шапкер               | 7 декабря 2012   | 3X7508      | 2,71                |
| 96      | 9          | «Black Blotter» «Чёрная марка»                                                                  | Томми Гормли                  | Кристин Кантрелл            | 14 декабря 2012  | 3X7509      | 3,12                |
| 97      | 10         | «Anomaly XB-6783746» «Аномалия XB-6783746»                                                      | Джеффри Хант                  | Дэвид Фьюри                 | 21 декабря 2012  | 3X7510      | 3,02                |
| 98      | 11         | «The Boy Must Live» «Мальчик должен жить»                                                       | Пол Холахан                   | Грэм Роланд                 | 11 января 2013   | 3X7511      | 2,44                |
| 99      | 12         | «Liberty» «Свобода»                                                                             | П. Дж. Пеши                   | Элисон Шапкер               | 18 января 2013   | 3X7512      | 3,28                |
| 100     | 13         | «An Enemy of Fate» «Враг судьбы»                                                                | Дж. Х. Уаймен                 | Дж. Х. Уаймен               | 18 января 2013   | 3X7513      | 3,28                |

## Хронология эпизодов
Эпизод «Воскрешение», хронологически показанный во время второго сезона, на самом деле является эпизодом из конца первого сезона. Изначально в первом сезоне было заказано 22 эпизода, позже заказ сократили до 21 эпизода, но ещё позже, когда 21 эпизод уже был готов, заказ пришлось сократить ещё раз, теперь уже до 20 эпизодов. Однако во время второго сезона Fox решил купить и показать этот эпизод, чем запутал некоторых зрителей.